# Blauwe passiebloem
De blauwe passiebloem (Passiflora caerulea) maakt deel uit van de passiebloemfamilie. De bloemen van de blauwe passiebloem lijken onder andere op die van Passiflora morifolia en Passiflora incarnata. Naast de natuurlijk voorkomende soorten passiebloem zijn er veel gekweekte hybriden en andere cultivars. In plantenwinkels wordt de blauwe passiebloem  het vaakst aangeboden, zowel als kamerplant als tuinplant. 
De blauwe passiebloem is matig winterhard, wat wil zeggen dat hij bij strenge vorst kan afsterven. Aangeraden wordt dan ook om de plant bij matige tot strenge vorst naar binnen te halen. Buiten kan de plant in de winter met bladeren worden afgedekt om hem tegen de vrieskou te beschermen. De grond moet goed waterdoorlatend zijn. De plant gedijt het beste op een plek op het zuiden, waar hij overvloedig zal bloeien. Het natuurlijke verspreidingsgebied ligt in Argentinië, Brazilië en Paraguay.
Indien de plant in Nederland in de tuin wordt geplant en hij overleeft de winters, die steeds milder worden, dan blijkt het een sterke woekeraar die de hele tuin zal overnemen indien hij niet wordt beperkt. 
De stengels zijn onbehaard, kantig en kunnen tot 10 meter lang worden. Het blad is vijf- tot zevenlobbig en tot 13 × 15 cm groot. De bloemen, die giftig zijn, hebben een diameter van 7-9 cm. De kelkbladeren zijn wit, langwerpig en tot 3,5 × 1,5 cm groot en hebben 0,4 cm lange kafnaalden. De kroonbladeren zijn wit, langwerpig en tot 4 × 1,5 cm groot. De corona bestaat uit vier rijen helmdraden, waarvan de twee buitenste de langste zijn. Deze twee rijen zijn 1,5-2,5 cm lang, aan de basis paarszwart, daarna wit en aan het uiteinde blauw. 
De vruchten van de blauwe passiebloem zijn 6 cm lang en eivormig. Ze worden rijp oranje en zijn eetbaar, maar hebben weinig smaak. De blauwe passiebloem kan het beste vermeerderd worden door stekken, omdat zaad genetisch onzuivere planten oplevert. De plant heeft kruisbestuiving met een andere kloon nodig om zaad bevattende vruchten te geven. 
De blauwe passiebloem is de ouder van vele kruisingen, waaronder Passiflora ×violacea 'Victoria' (Passiflora caerulea × Passiflora racemosa) en Passiflora ×kewensis 'Amethyst' (Passiflora caerulea × Passiflora kermesina, vroeger ook bekend onder de namen Passiflora 'Amethyst', Passiflora 'Lavender Lady' en Passiflora 'Star of Mikan').
Een kloon van de blauwe passiebloem is de cultivar Passiflora caerulea 'Constance Eliott'. Deze is alleen te vermeerderen door middel van stekken, heeft bloemen met een diameter van 10 cm en een volledig witte corona. 

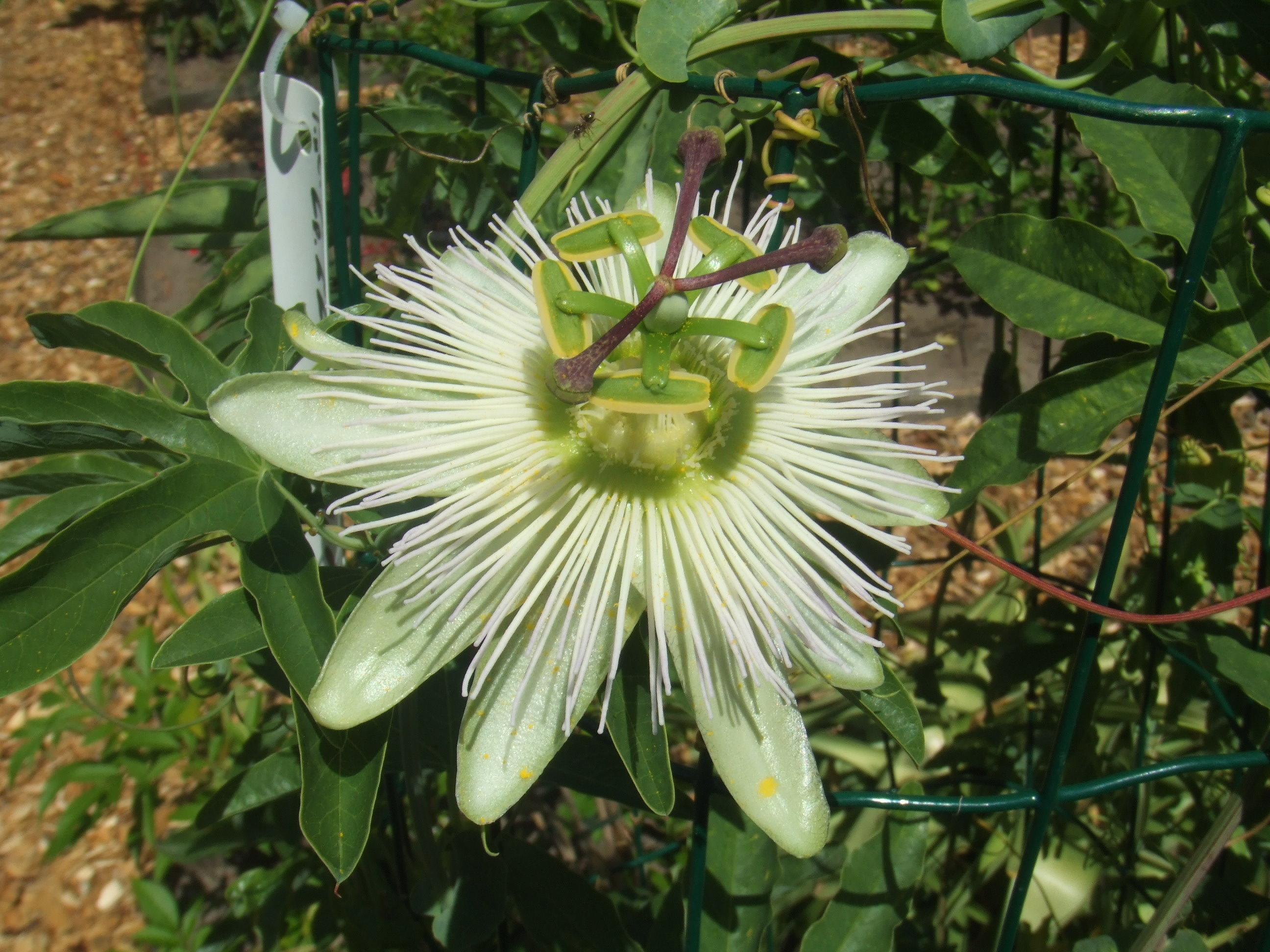
Passiflora caerulea 'Constance Eliott'
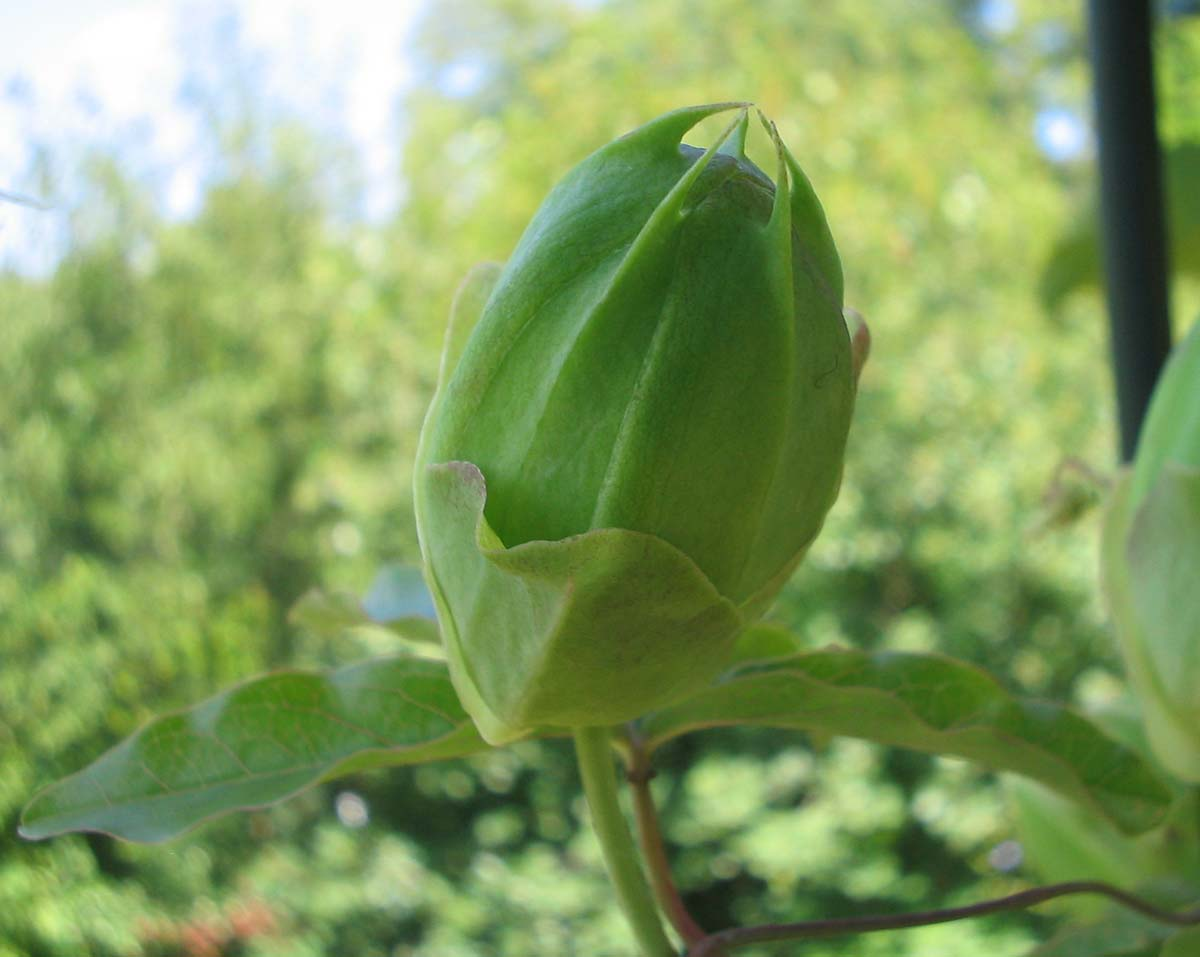
Bloemknop met kafnaalden
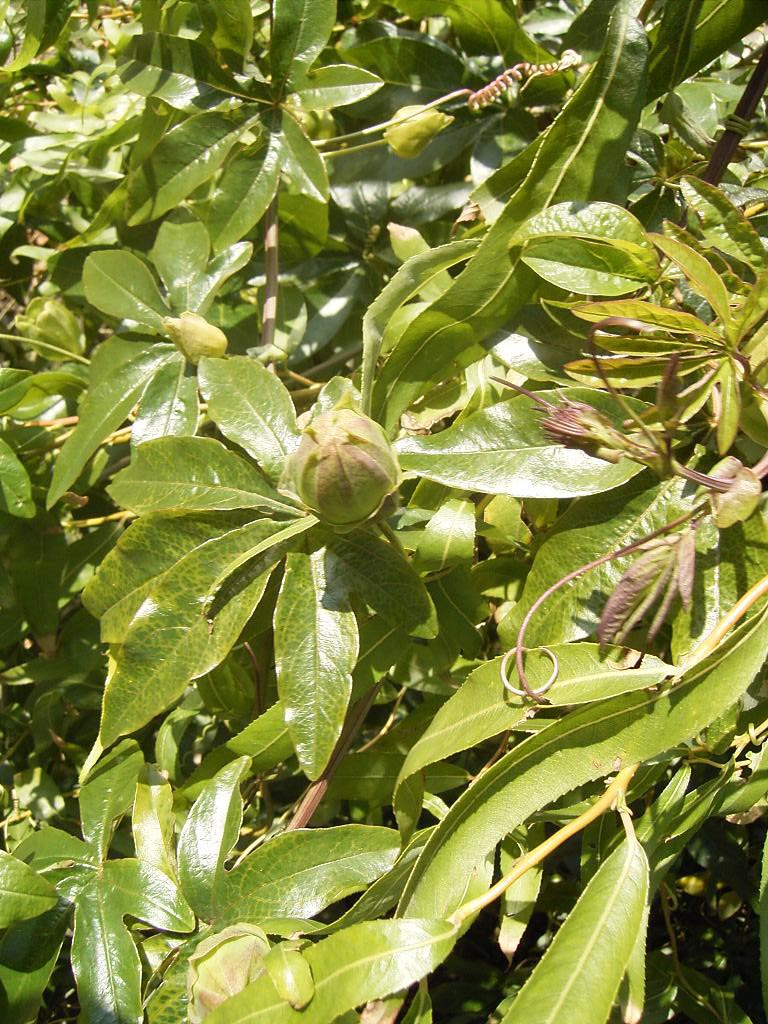
Bloemknoppen
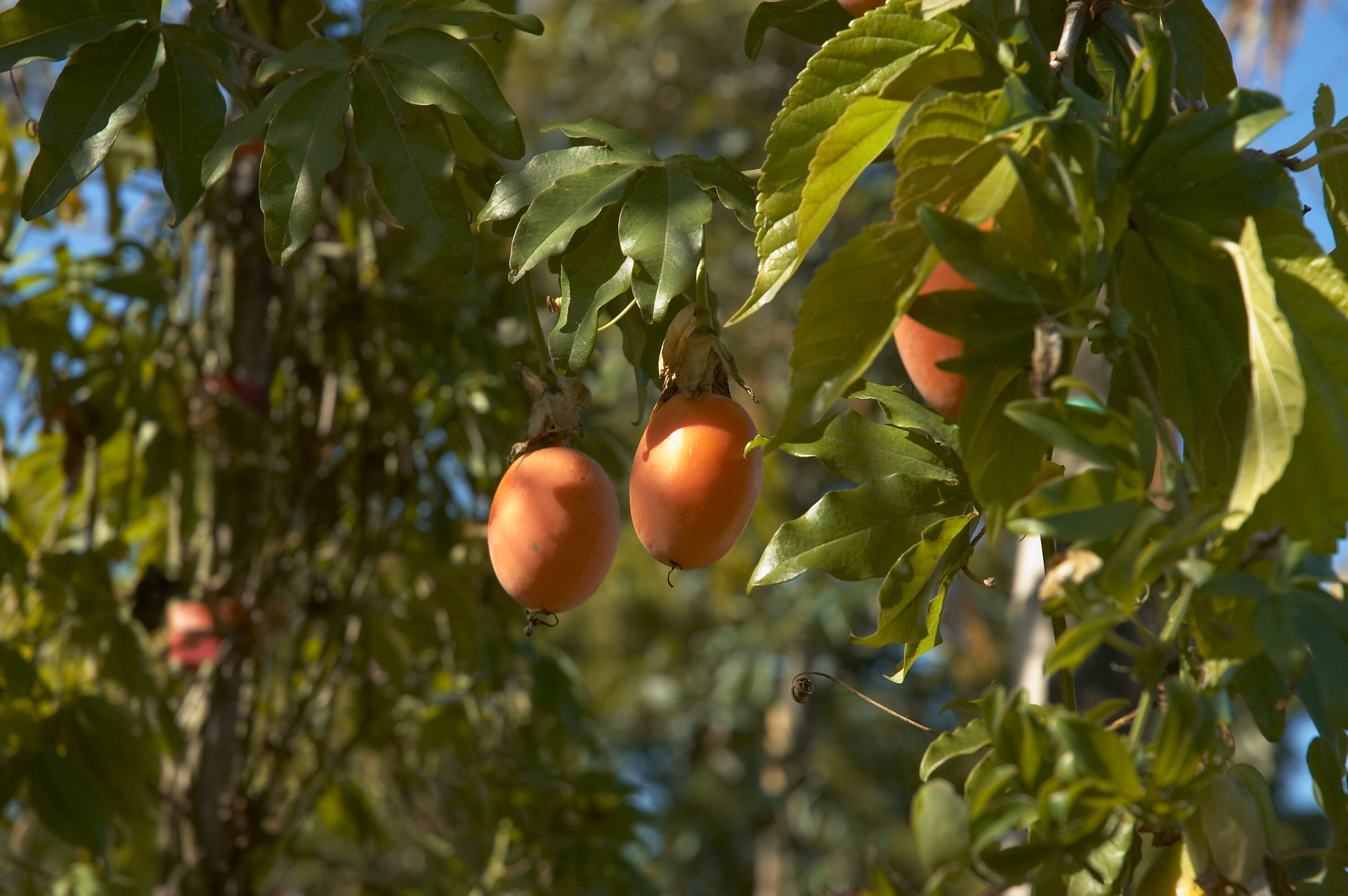
Vruchten
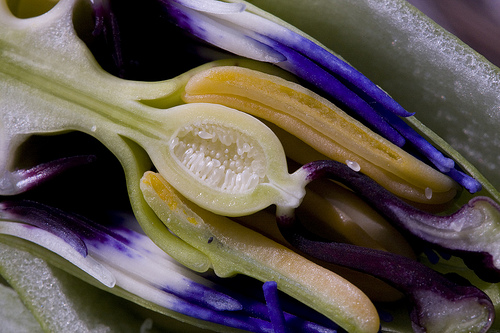
Doorsnede Bloemknop

... · 
P. alata · 
P. aurantia · 
P. biflora · 
P. caerulea (Blauwe passiebloem) · 
P. citrina · 
P. coccinea · 
P. coriacea · 
P. edmundoi · 
P. edulis · 
P. edulis forma edulis · 
P. edulis forma flavicarpa · 
P. foetida · 
P. gibertii · 
P. herbertiana · 
P. incarnata · 
P. jorullensis · 
P. kermesina · 
P. laurifolia · 
P. ligularis · 
P. lindeniana · 
P. loefgrenii · 
P. lutea · 
P. morifolia · 
P. murucuja · 
P. organensis · 
P. picturata · 
P. punctata · 
P. quadrangularis · 
P. racemosa · 
P. rubra · 
P. serratifolia · 
P. suberosa · 
P. subpeltata · 
P. tarminiana · 
P. tulae · 
P. vitifolia · 
P. xishuangbannaensis · 
P. yucatanensis · 
...